# Corrhenes picta
Corrhenes picta là một loài bọ cánh cứng trong họ Cerambycidae.